# نماز بس
نماز بس (بالفارسية: نماز پس) هي قرية أفغانية في مقاطعة خواهان التابعة لولاية بدخشان الواقعة في شمال شرق أفغانستان.